# Sveriges folkräkning 1930
Sveriges folkräkning 1930 var den åttonde folkräkningen i Sverige sedan grundandet av Statistiska centralbyrån. Folkräkningen registrerade 6 142 191 invånare, varav 3 020 848 män och 3 121 343 kvinnor.